# Pio Alberto del Corona
Pio Alberto del Corona (5 juillet 1837,  Livourne -15 août 1912, Florence), est un dominicain et évêque italien, fondateur des Dominicaines du Saint Esprit et reconnu bienheureux par l'Église catholique. Il est fêté le 15 août. 

## Biographie
Il est né en 1837 à Livourne, dans le grand-duché de Toscane, dans une famille de commerçants. À l'âge de 17 ans, il fait son entrée chez les Dominicains, à Florence. Il reçoit l'ordination sacerdotale le 5 février 1860.
En 1872, il reçoit la bénédiction du pape Pie IX pour la fondation de l′"Asylum" à Florence et pour la fondation de la congrégation des Sœurs dominicaines du Saint-Esprit. Alors qu'il se dévouait au développement de sa congrégation, il est nommé prieur du couvent Saint-Marc de Florence.
En 1875 il devient évêque coadjuteur de l'évêque de San Miniato, avant de devenir son successeur. Il occupera cette charge épiscopale durant 32 ans. Malade et n'ayant plus la force, sa démission est acceptée en 1907. Il meurt à Florence quelques années plus tard, le 15 août 1912.

## Béatification
À la suite d'une réputation de sainteté, la cause pour la béatification et la canonisation de Pio Alberto del Corona fut ouverte en 1941 dans l'archidiocèse de Florence, puis en 2004 à la Congrégation pour les causes des Saints. Ses vertus héroïques furent reconnues le 9 octobre par le pape François, au titre duquel il est considéré comme vénérable.
Le 17 septembre 2014, le pape François reconnut un miracle obtenu par l'intercession du Vénérable Pio Alberto del Corona, et autorisa ainsi sa béatification. La cérémonie eut lieu le 19 septembre 2015 dans la cathédrale Santa Maria Assunta de San Miniato, présidée par le cardinal Angelo Amato, au nom du pape François.